# Sơn dầu

Mona Lisa, tranh sơn dầu trên bảng gỗ do Leonardo da Vinci vẽ, bảo tàng Louvre

Sơn dầu là một loại họa phẩm được làm từ sắc tố (pigment), thường dưới dạng bột khô được nghiền kỹ với dầu lanh (cây gai), dầu cù túc hay dầu óc chó. Tuy nhiên, việc chế màu đòi hỏi phải có kiến thức chuyên môn để tránh pha trộn, gây những phản ứng hóa học giữa các chất màu bởi sắc tố có thể là nguyên liệu khoáng, nguyên liệu hữu cơ hoặc nguyên liệu hóa học.
Sơn dầu không thấm nước, có độ dẻo và độ che phủ mạnh (dễ dàng phủ kín lớp sơn khác ở dưới, trừ các màu có tính đặc biệt) và rất lâu khô.
Cũng có lúc người ta dùng từ "màu dầu" thay cho từ "sơn dầu" với ý định chỉ chất liệu dùng trong tác phẩm.

## Quá trình tìm ra sơn dầu
Từ xa xưa, khi bắt đầu biết vẽ, con người đã chủ ý tìm kiếm những chất liệu tốt để vẽ và mong tranh có màu sắc đẹp bền vững. Ngay từ thời cổ đại, con người đã biết dùng màu trộn với dầu để vẽ, nhưng chất liệu lúc này vẫn rất thô sơ, còn nhiều nhược điểm và hạn chế. Trải qua thời gian, nhiều thế hệ họa sĩ đã dày công tìm tòi nguyên liệu, mày mò tự chế ra sơn vẽ.
Nhưng phải đến thời anh em họa sĩ Jan van Ecyk (khoảng 1390-1441) họ mới có thành công lớn trong việc hoàn thiện và phát triển kỹ thuật vẽ chất liệu sơn dầu. Màu sắc sơn dầu đến thời kỳ này đã trong trẻo tươi sáng hơn, có độ bóng đẹp, không thấm nước, bền vững và chịu được thử thách của thời gian.
Từ đó, sơn dầu được sử dụng rộng rãi, được dùng phổ biến ở hầu hết các nước trên thế giới. Có thể nói, việc hoàn thiện chất liệu sơn dầu là một cuộc cách mạng kỹ thuật lớn, làm chuyển biến và nâng cao nghệ thuật vẽ tranh.

## Kỹ thuật vẽ tranh sơn dầu
Có nhiều loại sơn dầu chất lượng màu cũng khác nhau: mỗi loại đều có ưu điểm và nhược điểm riêng. Các màu sơn được chế tạo bởi nguyên liệu khoáng chất thường cho ta chất sơn tốt hơn cả.
Người vẽ cần có kiến thức về chất liệu sơn dầu thì tranh mới bảo tồn được lâu. Ví dụ: nếu dùng sơn pha ít dầu quá thì dễ gây nứt rạn tranh, nếu pha nhiều dầu lanh thì lâu khô gây bất tiện khi chờ vẽ nhiều lớp, nếu dùng dầu lanh pha với màu sáng sẽ làm màu ấy mau ngả vàng,...
Người sản xuất sơn dầu thường lập ra bảng phân loại hoặc dùng ký hiệu in trực tiếp lên ống sơn để giới thiệu màu tốt hoặc màu kém cho người vẽ tiện dùng.

## Một số hãng màu sơn dầu chất lượng tốt
- Gamblin
- Holbein
- Old Holland
- Sennelier
- Michael Harding
- Rembrandt
- Winsor And Newton
- Màu sơn dầu Blue Ridge
- M.Graham & Co.
- Màu sơn dầu Langridge